# Język nauruański
Język naurański (naur. dorerin Naoero) – język z grupy języków oceanicznych używany przez 10 tys. mieszkańców Nauru.
Jego użytkownicy to głównie osoby dorosłe. Większość z nich posługuje się również językiem angielskim.